# Semmelweis Egyetem Belgyógyászati és Hematológiai Klinika
A Semmelweis Egyetem Belgyógyászati és Hematológiai Klinikája  (korábban II. Számú Belgyógyászati Klinika) egy nagy múltú budapesti egészségügyi intézmény.

## Története
Az 1870-es években elkezdett kórházfejlesztés keretében a józsefvárosi Üllői út – Mária utca – Szentkirályi utca – Baross utca által határolt nagyobb területen, az úgynevezett belső klinikai tömb Szentkirályi utca 46. számú része alatt 1877 és 1880 között épült fel Kolbenheyer Ferenc tervei alapján az I. számú Belklinika. Ez a mai Belgyógyászati és Hematológiai Klinika "B" épülete. A közvetlen szomszédságában elhelyezkedő II. számú Belklinika, a mai klinika "A" épülete 1879 és 1883 között épült fel, azonban ezt Kolbenheyer halála miatt már Weber Antal fejezte be. A kórházban működött hosszú időn át Korányi Frigyes, majd fia Korányi Sándor is. 
A II. és a III. Sz. Belgyógyászati Klinika egyesítésével  2020. május 15-én jött létre a mai Belgyógyászati és Hematológiai Klinika a korábbi három belgyógyászati klinika szakmai tevékenységeinek újrastrukturálásával. (Ezzel egy időben jött létre a Semmelweis Egyetemen a Belgyógyászati és Onkológiai Klinika.)
A klinika jelenleg elsősorban a diabetológia, a hepatológia, a hematológia, az immunológia, a  kardiológia, a hypertonia, és az osteoporosis területén végez gyógyító tevékenységet.

## Igazgatói
A klinika igazgatói a következő orvosok voltak:
- Dr. Korányi Frigyes 1908-ig
- Dr. Kétly Károly 1908–1913
- Dr. Kétly László 1913–1919
- Dr. Bálint Rezső 1919–1921
- Dr. Herzog Ferenc 1929–1936
- Dr. Boros József 1936–1944.
- Dr. Haynal Imre 1946–1958
- Dr. Mosonyi László 1958–1959
- Dr. Gömöri Pál 1959–1973
- Dr. Gráf Ferenc 1973–1974
- Dr. Petrányi Gyula 1974–1983
- Dr. Fehér János 1983–1993
- Dr. Tulassay Zsolt 1993–2009
- Dr. Rácz Károly 2009-2015
- Dr. Tóth Miklós 2015-2016
- Dr. Igaz Péter 2016-2020
- Dr. Masszi Tamás 2020-tól

## Képtár

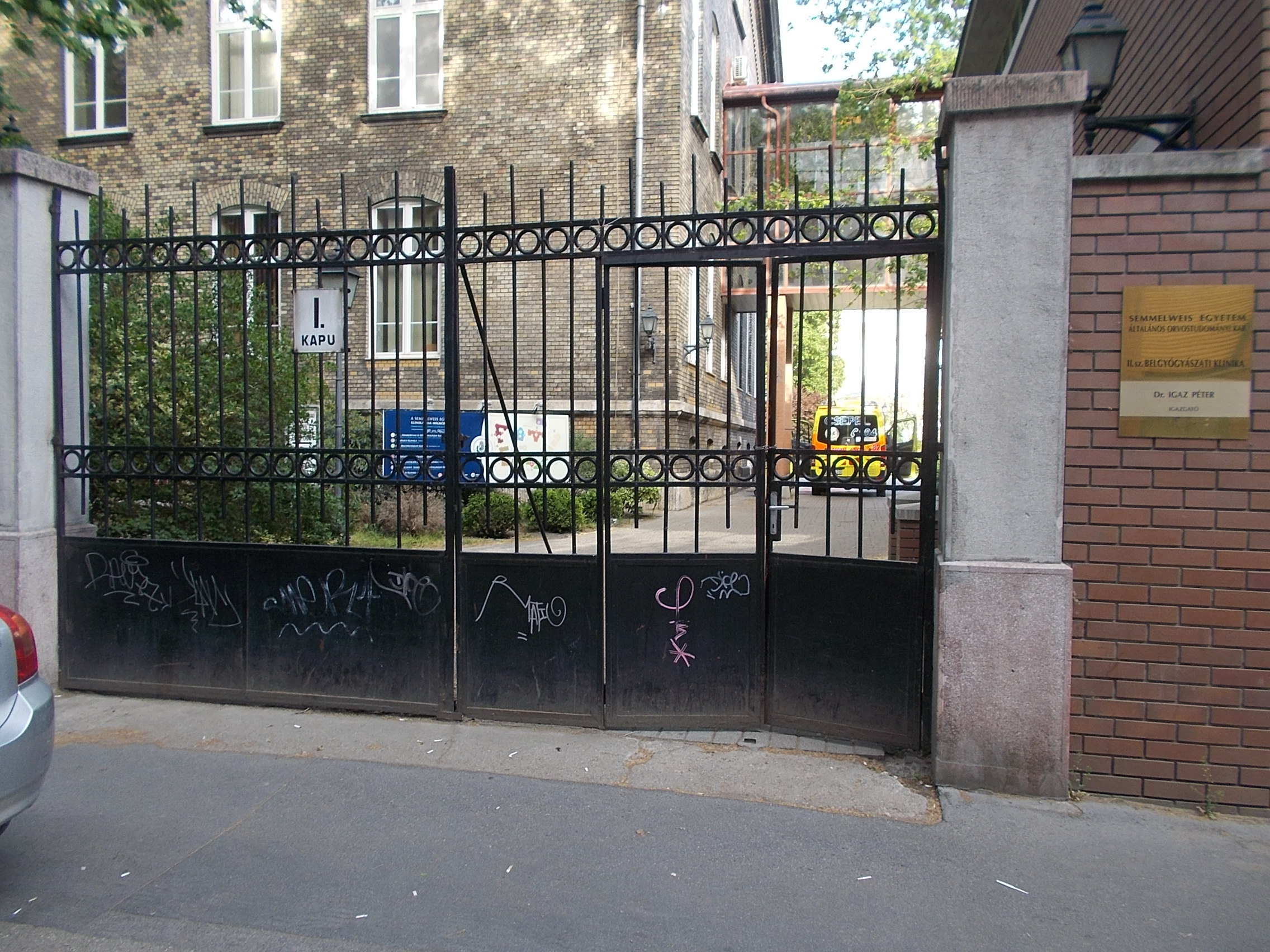
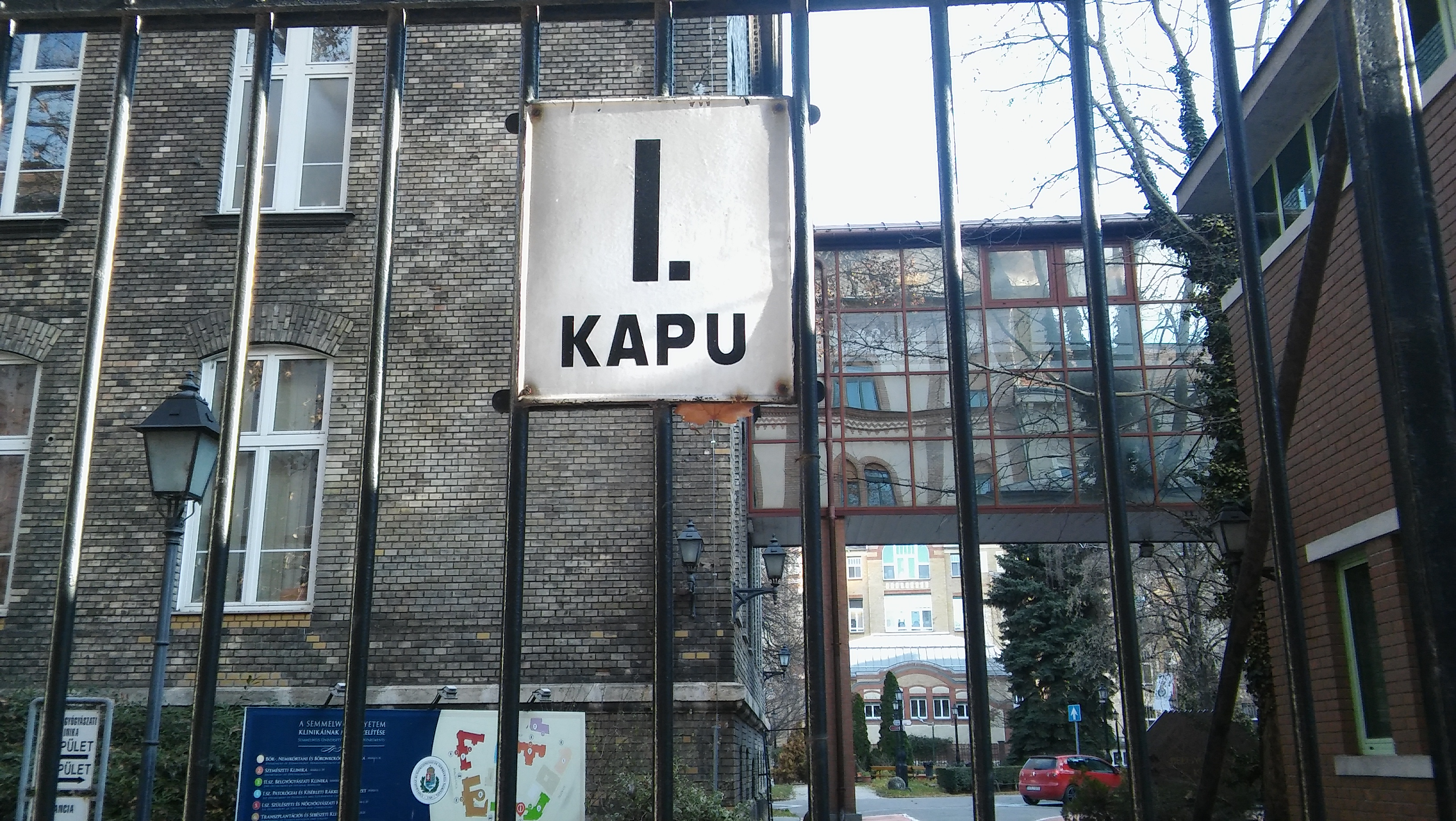
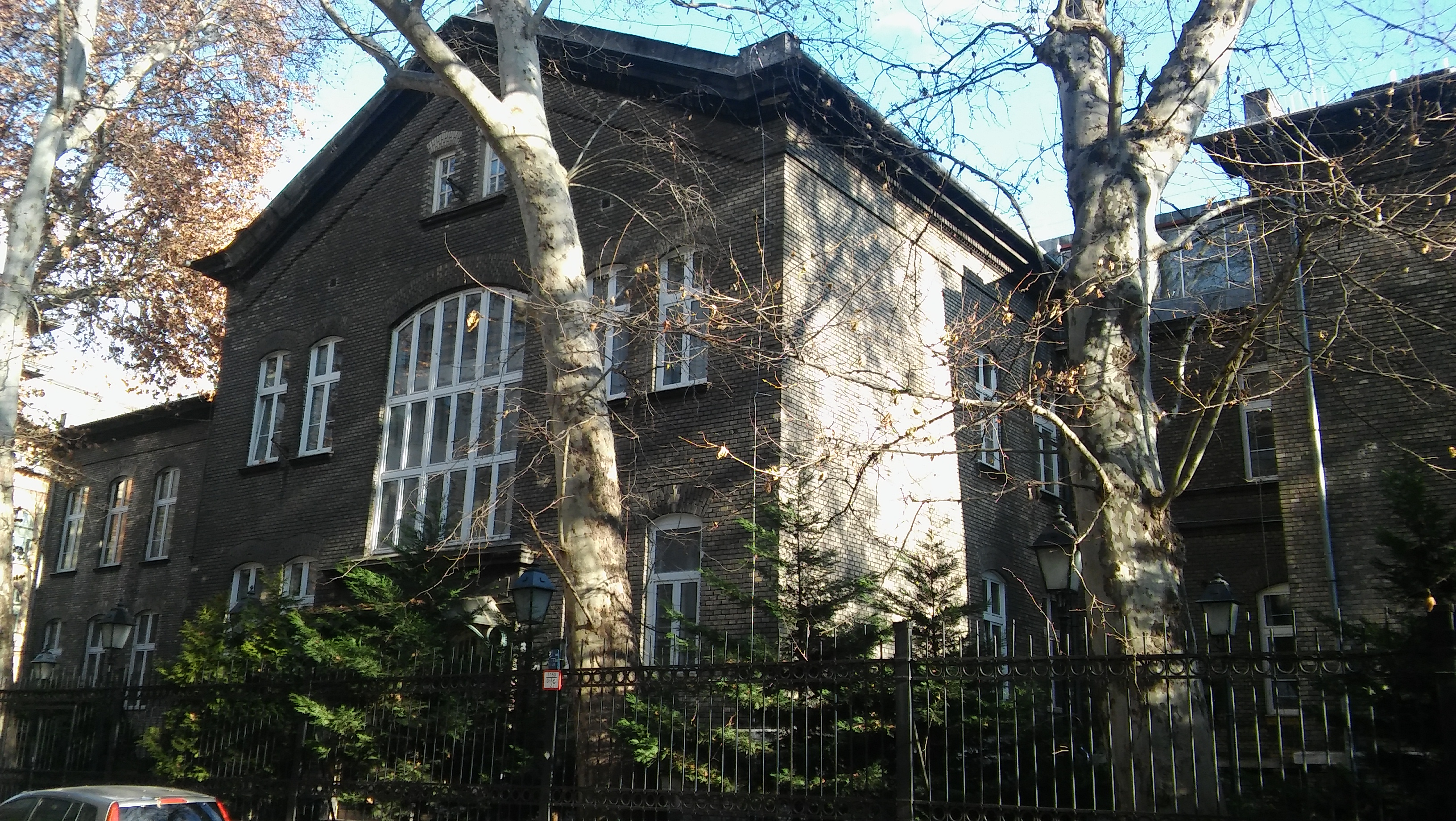
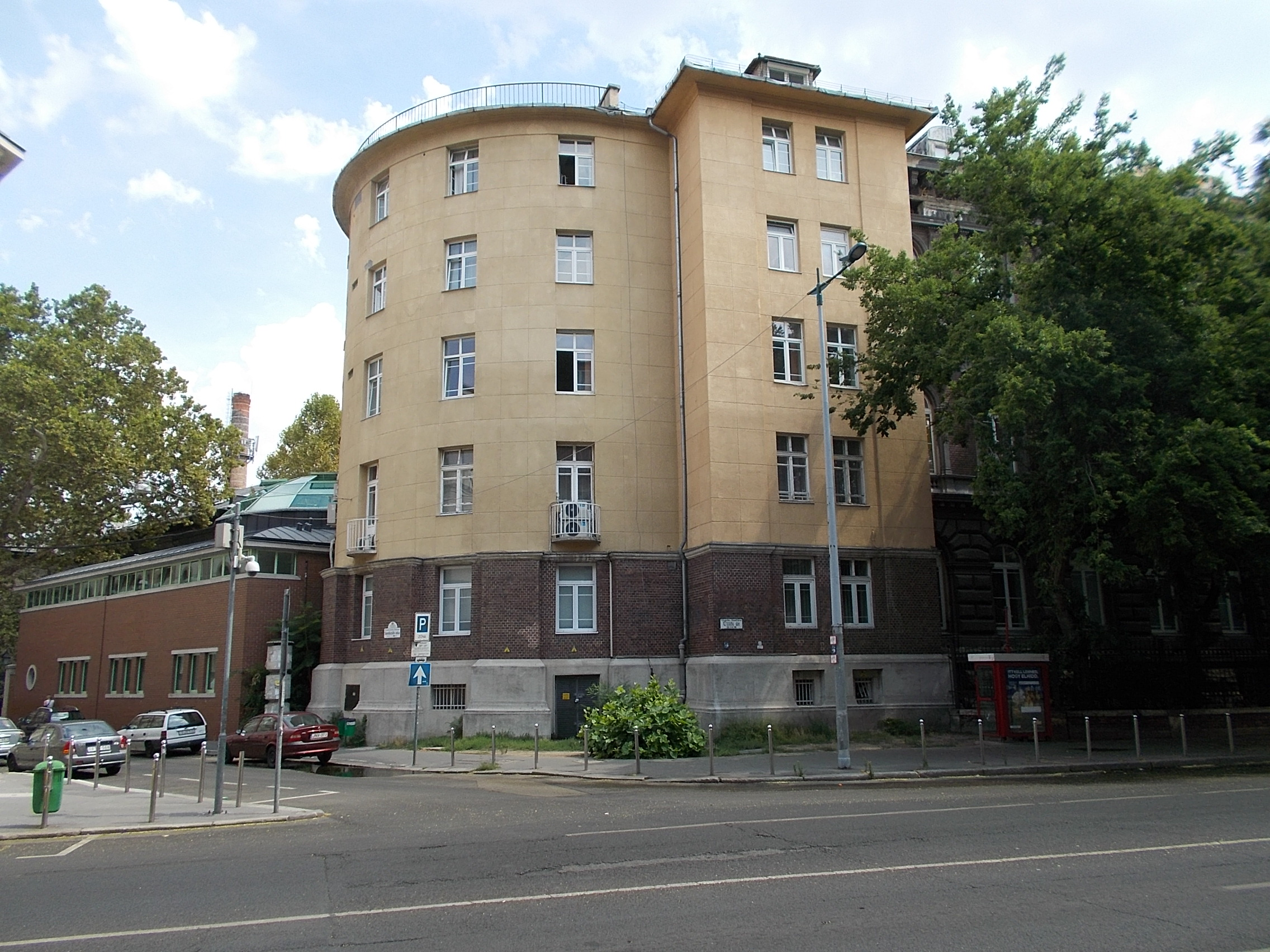
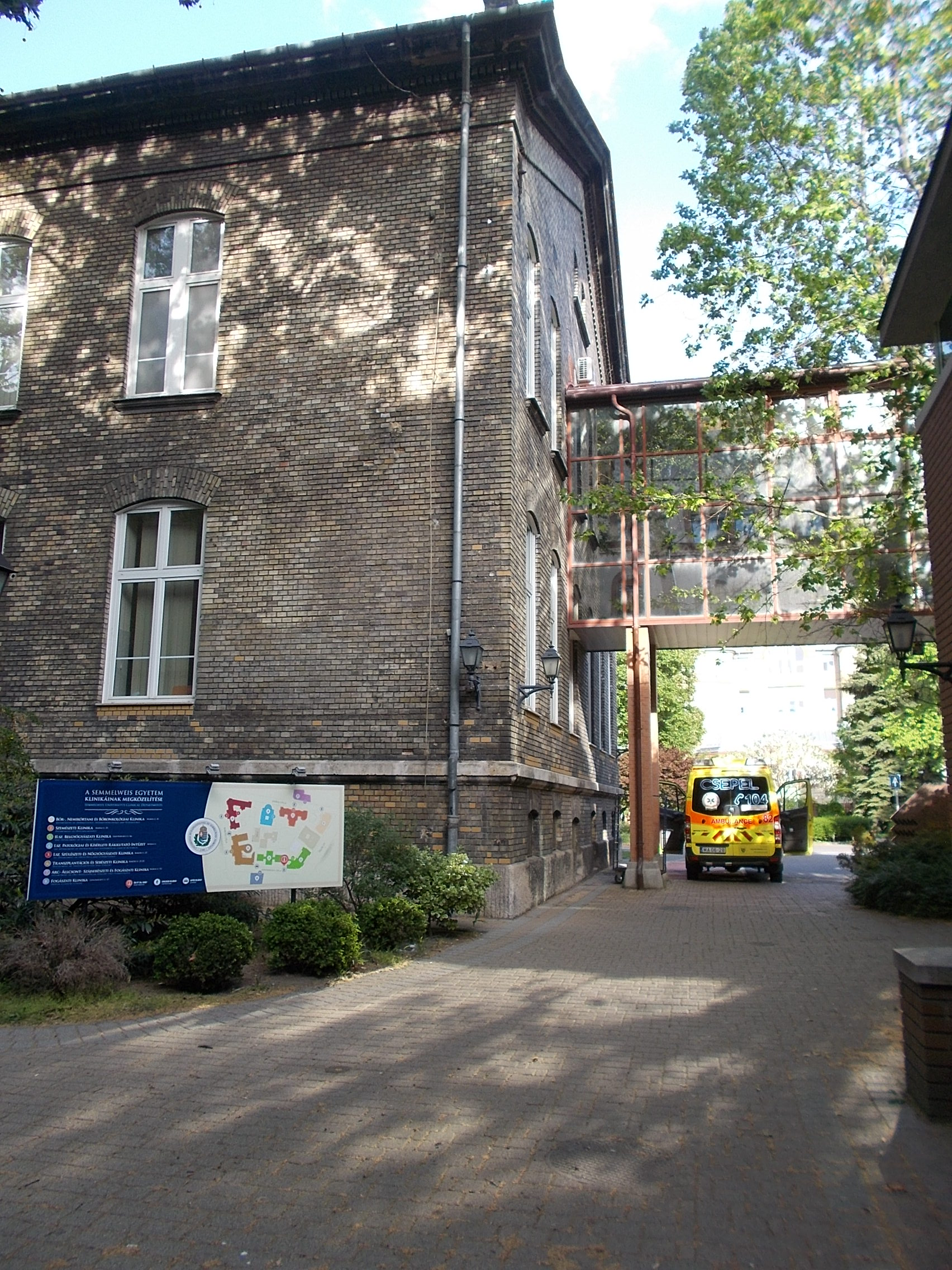
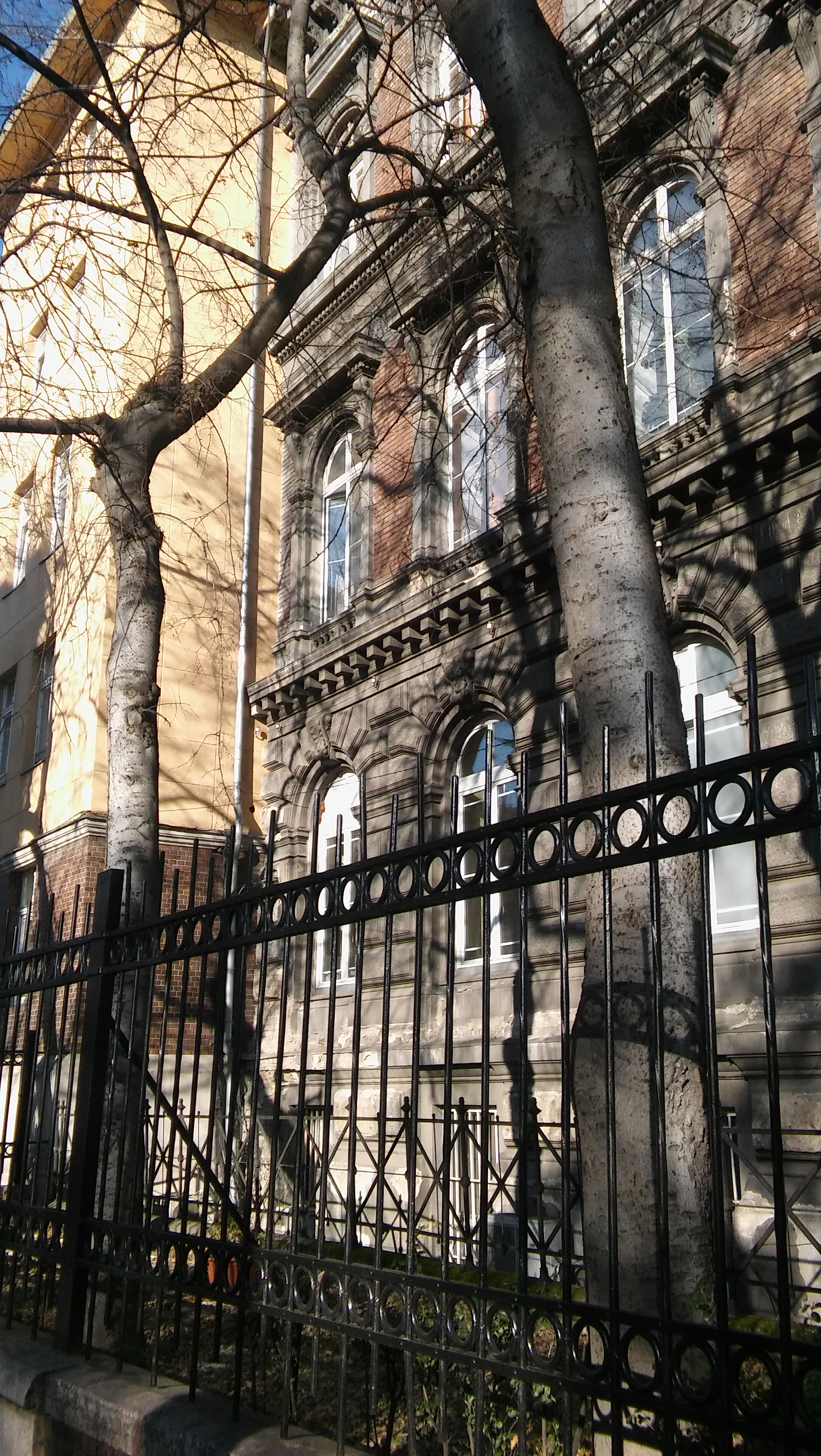
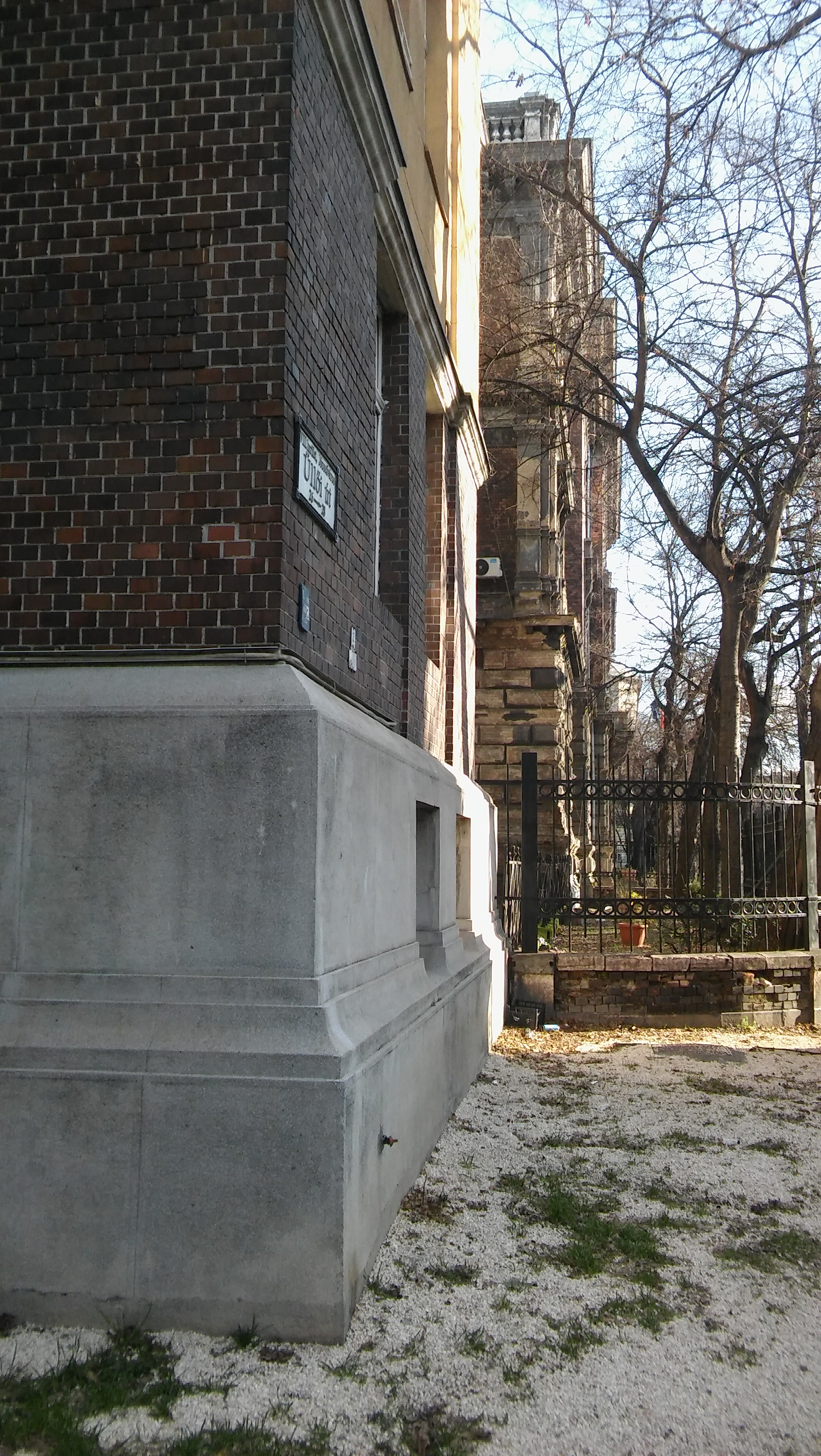

## Egyéb szakirodalom
- Pestessy József: Józsefvárosi orvosok, kórházak, klinikák, Budapest Józsefvárosi Önkormányzat, Budapest, 2002